# Classe Sobuj Bangla
La classe Sobuj Bangla est une classe de patrouilleurs côtiers de la Garde côtière du Bangladesh. Jusqu'à présent, deux navires ont été planifiés et construits au chantier naval et travaux d'ingénierie (DEW) de Narayanganj .

## Historique
Leur conception et construction a été aidée par la China Shipbuilding Trading Company (CSTC) . Les deux navires ont été commandés dans le cadre du plan du gouvernement du Bangladesh pour l'expansion des garde-côtes du Bangladesh. Le contrat pour les deux premiers navires a été signé en 2015. Il a été conclu le 21 avril 2015. Le premier navire, Sobuj Bangla, a été lancé le 1er décembre 2016. Les navires ont été remis aux garde-côtes du Bangladesh le 1er août 2018. '
Les navires sont propulsés par deux moteurs diesel allemands DEUTZ entraînant deux arbres pour une vitesse de pointe de 23 nœuds (43 km/h). Ils peuvent effectuer des opérations dans l'état de mer quatre et peuvent maintenir jusqu'à l'état de mer six. Les patrouilleurs sont armés de deux canons Oerlikon KBA de 25 mm et de deux mitrailleuses lourdes de 14,5 mm.

## Unités
| Nom               | N° de série | Quille        | Lancement       | Photo |
| ----------------- | ----------- | ------------- | --------------- | ----- |
| CGS Sobuj Bangla  | P202        | 21 avril 2015 | 1 décembre 2016 |       |
| CGS Shamol Bangla | P203        | 21 avril 2015 |                 |       |

## Galerie

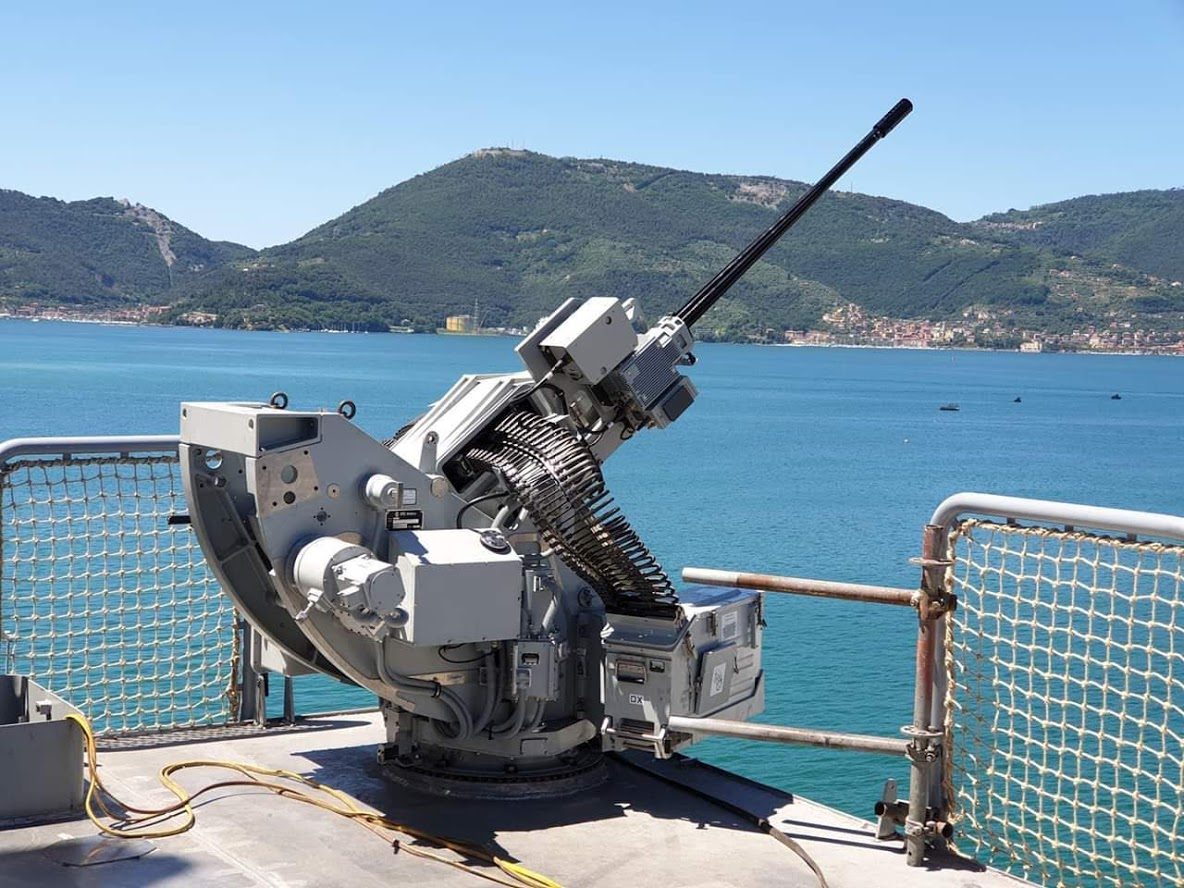
Canon Oerlikon de 25 mm